# DOT (grafický jazyk)
DOT je značkovací jazyk pro textovou definici grafů a jejich zobrazení. Umožňuje definovat například barvu vrcholů a hran. Je používán zejména nástroji ze sady Graphviz, které z něj umí vytvořit obrázky grafů v běžných formátech jako je SVG a PDF, ale jeho podpora je širší. Vznikl ve Bellových laboratořích a AT&T. Jeho syntaxe je založena na céčku a je poměrně chudá. Například přímo v definici grafu lze jen velmi omezeně ovlivnit, jakým způsobem budou ve výsledném grafu rozmístěny jednotlivé uzly. V případě využití Graphvizu nabízí pro složitější grafy každý ze šesti nabízených nástrojů výrazně odlišný výsledek.
Konkurenčním formátem pro definici grafů je GraphML založený na standardu Extensible Markup Language.

## Příklady

### Neorientovaný graf

Příklad neorientovaného grafu

Příkladem definice neorientovaného grafu je následující zdrojový kód:
```
// jmeno a stredniky jsou nepovinne

graph
 
jmeno
 
{

    
a
 
--
 
b
 
--
 
c
;

    
b
 
--
 
d
;

}

```

Výsledek zobrazení takto definovaného grafu programem ze souboru Graphviz je na obrázku vpravo. Jak je z ukázky zřejmé, pro vyjádření hrany je používána dvojice spojovníků.

### Úprava zobrazení

Ukázka možností nastavení zobrazení grafu

Jak je patrné z následujícího příkladu, je možné nastavit i tvar vrcholů, způsob vykreslování hran (například tečkovanou čarou) a také barvy jednotlivých částí grafu.
```
graph
 
grafik
 
{

    
// Vlastnost grafu

    
size
=
"1,1"
;

    
// "label" mění popisek vrcholu

    
a
 
[
label
=
"Foo"
];

    
// "shape" mění tvar vrcholu

    
b
 
[
shape
=
box
];

    
// vlastnosti lze nastavit i u hran

    
a
 
--
 
b
 
--
 
c
 
[
color
=
blue
];

    
b
 
--
 
d
 
[
style
=
dotted
];

}

```

Mezi další, v tomto příkladu neilustrované možnosti, například patří využívání různých znaků Unicode a entit HTML v rámci popisků vrcholů a hran.

### Orientovaný graf

Příklad orientovaného grafu

Jak plyne z následujícího příkladu, v orientovaných grafech se pro označení hrany používá spojovník s většítkem:
```
digraph
 
grafik
 
{

    
a
 
->
 
b
 
->
 
c
;

    
b
 
->
 
d
;

}

```

## Softwarová podpora
Hlavním softwarem podporujícím jazyk DOT je soubor nástrojů Graphviz, který umí z daných definic vytvořit obrazy ve formátu SVG, PDF, PNG a jiných. V rámci programovacího jazyka R nabízí podporu jazyka DOT knihovna DiagrammeR. Přímou editaci grafů v jazyce DOT nabízí vektorový grafický editor Xfig. Jazyk je podporován i vizualizačním nástrojem Gephi a řadou javascriptových knihoven.